# Kościół Matki Bożej Częstochowskiej w Okszy
Kościół pw. Matki Boskiej Częstochowskiej w Okszy – katolicki kościół filialny parafii św. Antoniego Padewskiego w Krzeszycach, znajdujący się w Okszy, gmina Witnica, przy wale warciańskim. Pierwotnie protestancki. Zachowany w dużej mierze w oryginalnym kształcie stanowi pamiątkę osadnictwa na błotach nadwarciańskich.

## Historia
Pierwszą świątynię we wsi protestanckich osadników nadwarciańskich, noszącej wówczas nazwę Woxholländer, zbudowano w 1781. Z uwagi na rozwój wsi kościół ten stał się zbyt mały dla lokalnej społeczności i w 1863 wybudowano nowy – zachowany do dziś. Kościół poddano pracom wzmacniającym w 1934 (częściowe spięcie partii podbudowy żelaznymi ściągami). 

### Po II wojnie światowej
Konsekracji kościoła, jako katolickiego, dokonano 26 lipca 1951. W 1975 wymieniono jedną z połaci dachowych - dachówki karpiówki zastąpiono wówczas dachówkami zakładkowymi. Obiekt wpisano do rejestru zabytków w 2010. W 2014, z uwagi na zagrożenie katastrofą budowlaną, przeprowadzono remont polegający na wzmocnieniu kamiennej podbudowy, wymianie dachu (przywrócenie dachówki karpiówki) i niektórych zniszczonych elementów konstrukcji. Obecnie świątynia jest kościołem filialnym parafii św. Antoniego Padewskiego w Krzeszycach.

## Architektura

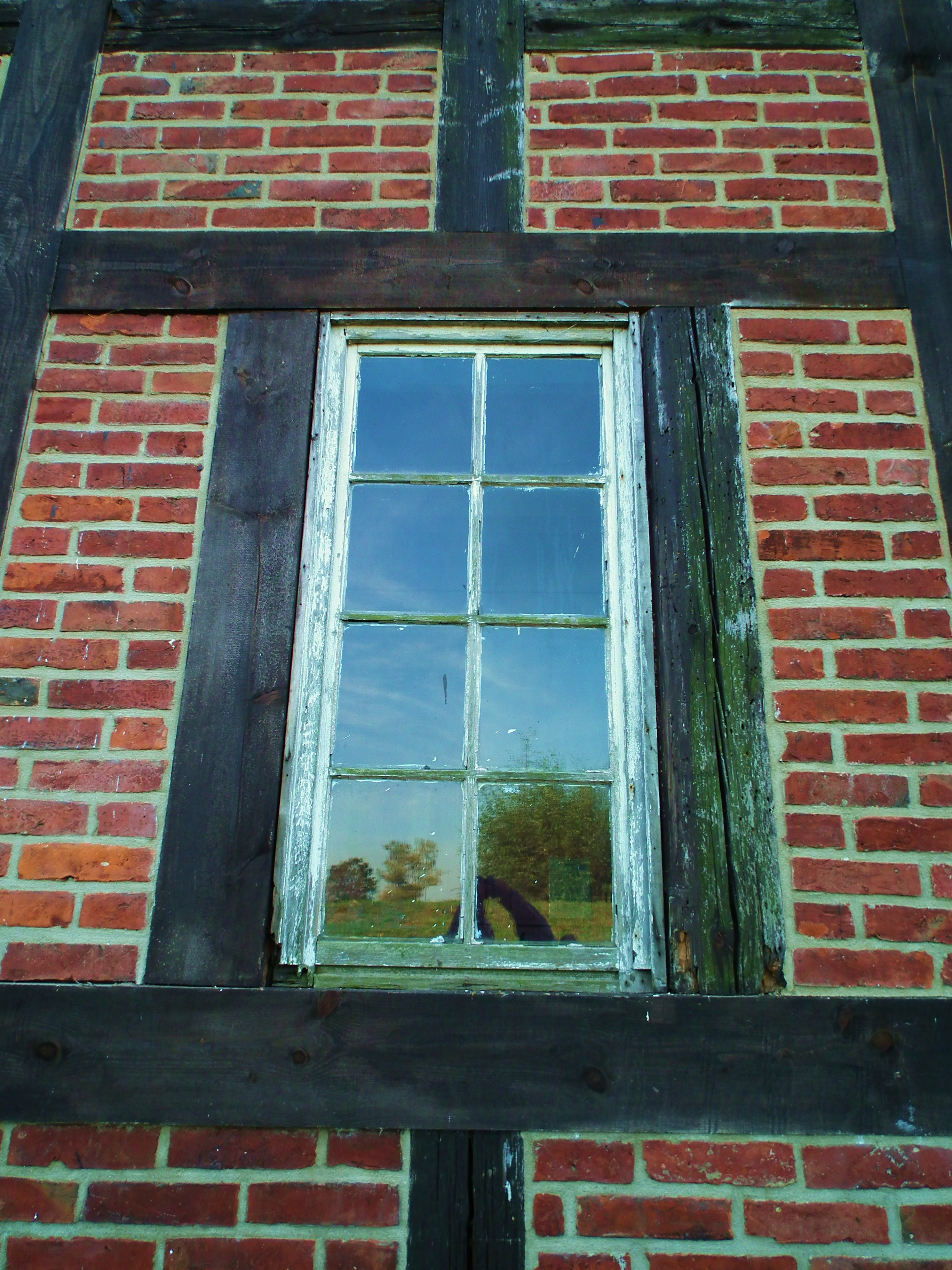
Okno

Obiekt z muru pruskiego na kamiennej podbudowie posiada plan prostokątny i nie jest otynkowany z zewnątrz, co powoduje, że widoczna jest konstrukcja. Regularny układ słupów i rygli, tworzących prostokątne pola, zakłócony został na narożnikach nawy, gdzie wprowadzono inny od pozostałych partii poziom rygli, a dodatkowe usztywnienie uzyskano za pomocą skrzyżowanych ze sobą zastrzałów. Od południowego wschodu przylega doń trójbocznie zamknięte prezbiterium (apsyda), a od północnego zachodu kruchta.
Nawa i kruchta przykryte są dachem dwuspadowym, a prezbiterium - wielospadowym. Empory znajdujące się wewnątrz kościoła, pierwotnie obiegały świątynię z trzech stron, jednak po II wojnie światowej zostały skrócone do połowy długości ścian bocznych. Nowy strop belkowy posadowiono też niżej niż pierwotny (wiązało się to z przemurowaniem okien). Część okien (w partii apsydy) posiada oryginalne szklenie z ołowiu. Są to okna zamknięte tzw. łukiem dwuramiennym. Po wojnie zlikwidowano ambonę dawniej znajdującą się na narożniku apsydy i nawy. Zamurowano też wejście do nawy od wschodu – umożliwiało ono bezpośrednie wejście na ambonę. W narożniku północno-zachodnim wydzielono wtórnie pomieszczenie zakrystii.

## Wyposażenie
Jedynym elementem zachowanym z oryginalnego wyposażenia jest tablica epitafijna (brązowa) braci Augusta i Wilhelma Reeków. Polegli oni w bitwie pod Le Mans w styczniu 1871, w trakcie wojny francusko-pruskiej.
W prezbiterium znajduje się prosta mensa ołtarzowa i współczesny obraz Matki Boskiej Częstochowskiej. 

## Galeria

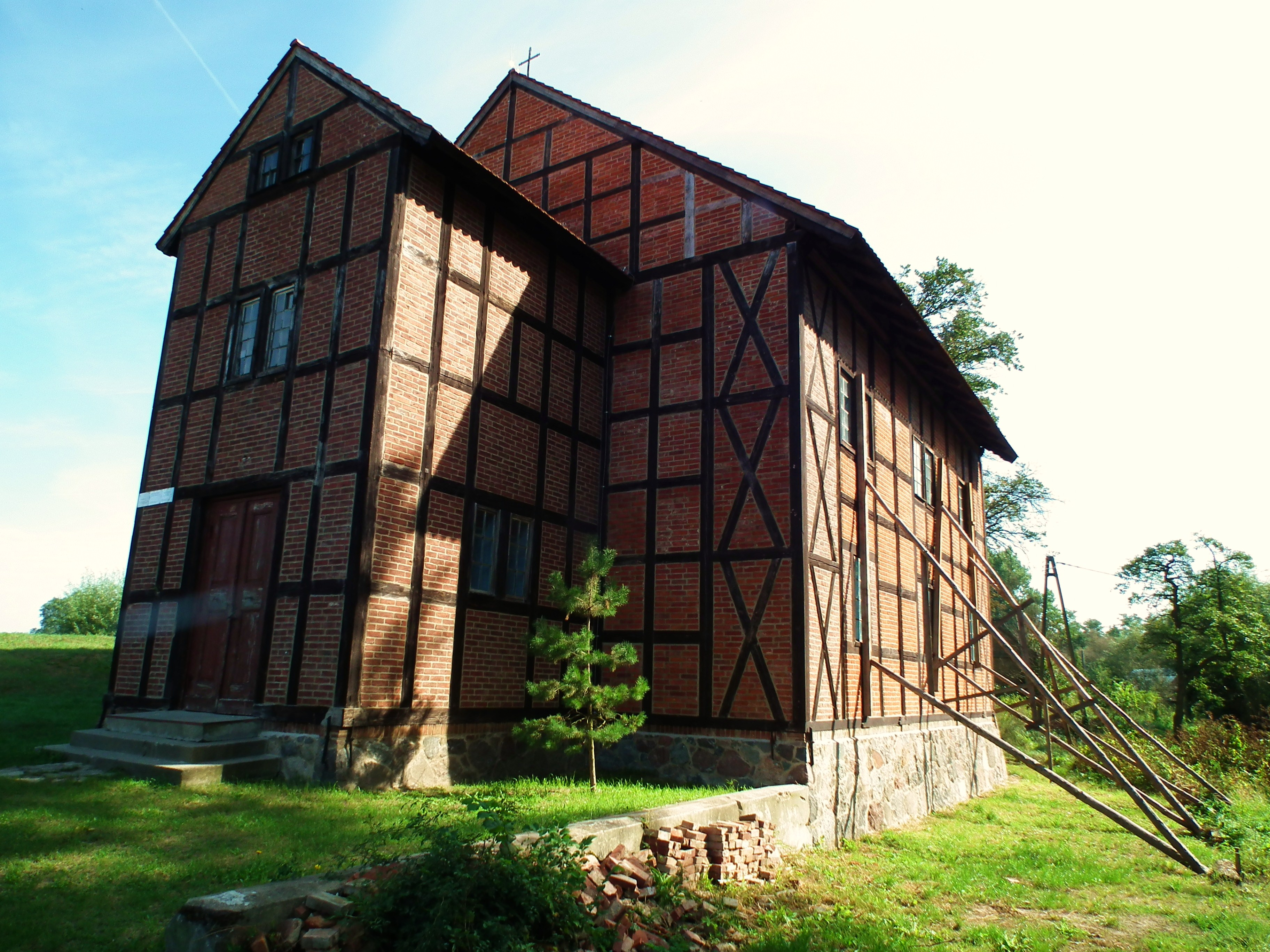
Elewacja południowa
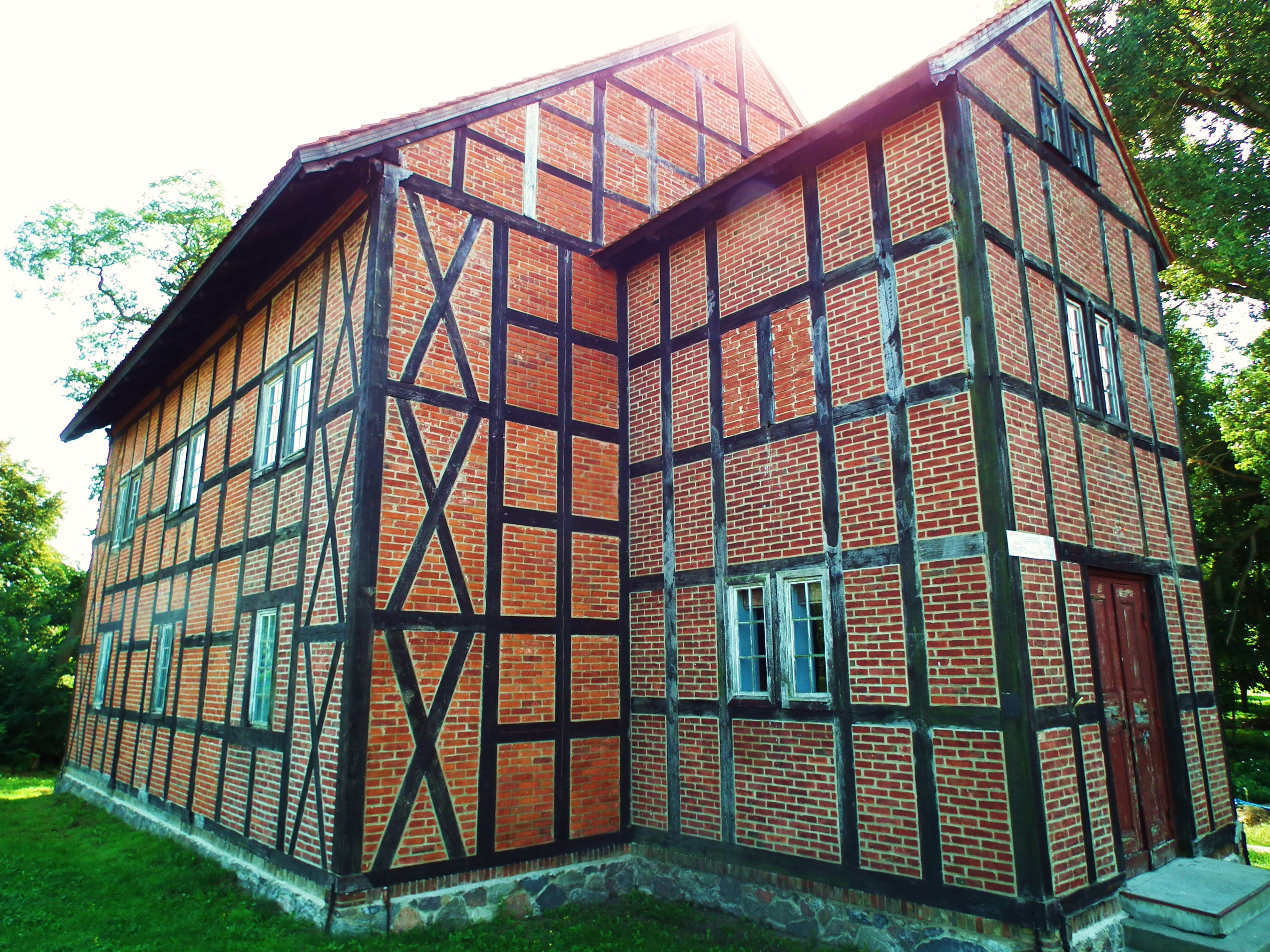
Elewacja północna
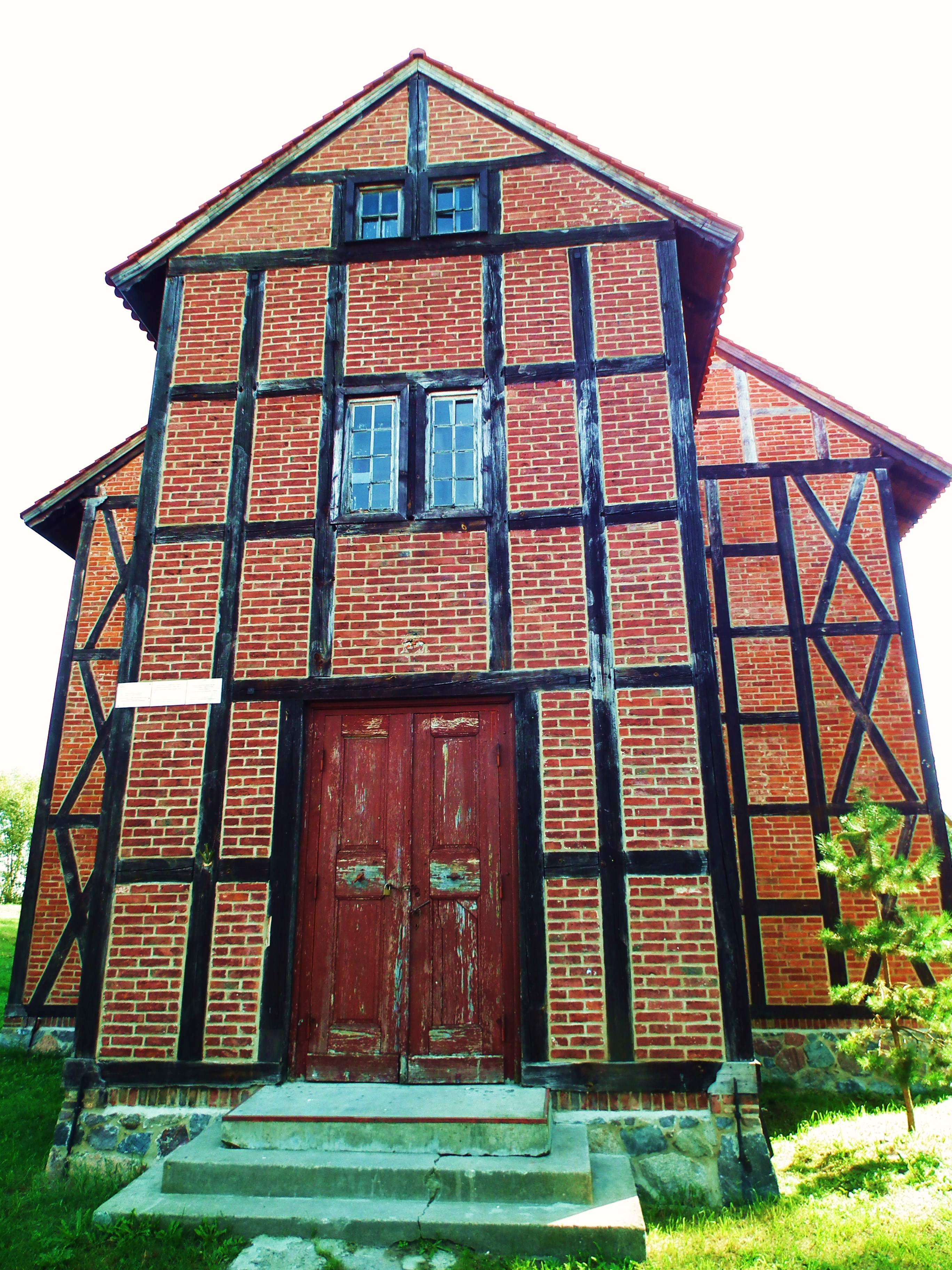
Kruchta